# Jean Le Michaud d'Arçon
Pour les articles homonymes, voir Michaud.
Jean Claude Eléonore Le Michaud d’Arçon, né à Besançon le 18 novembre 1733 et mort à Auteuil au château de la Tuilerie le 1er juillet 1800, est un général français de la fin de l’Ancien Régime et de la période révolutionnaire, spécialisé dans les fortifications.

## Années de formation
Son père, avocat instruit, est auteur de plusieurs brochures relatives à des questions concernant la coutume de Franche-Comté. Afin d’inspirer à son fils le goût de l’état ecclésiastique auquel il le destine, il le fait pourvoir d’un bénéfice ; mais d’Arçon a, dès son enfance, une passion dominante pour les armes. Au lieu d’étudier le latin, il dessine et trace des ouvrages de fortifications. Il se sert d’un moyen ingénieux pour faire connaître à ses parents l’erreur dans laquelle ils étaient sur sa vocation. On venait de faire son portrait : il substitue lui-même, de sa propre main, l’habit d’ingénieur à celui d’abbé sous lequel il a été peint. Le père entend ce langage muet, abandonna ses premiers projets, et ne songe plus qu’à seconder ceux de son fils.
Après des études à l’École royale du génie de Mézières en 1754, d’Arçon est reçu ingénieur ordinaire l’année suivante.

## Carrière militaire
Il se distingue dans la guerre de Sept Ans, et particulièrement en 1761 à la défense de Cassel.
En 1774 il est chargé de lever la carte des Alpes du sud, du Jura et des Vosges. Pour accélérer cette opération, il invente une nouvelle manière de lavis à la sèche avec un seul pinceau, beaucoup plus expéditive, et produisant plus d’effet que le lavis ordinaire.
En 1774 et 1775 il se mêle de la querelle occasionnée par l’opinion du comte de Guibert, sur l’ordre profond et sur l’ordre mince, et il publie deux brochures intitulées : « Correspondance sur l’art militaire ». Dans ces écrits comme dans tous ceux du même auteur, « on remarque, écrit Michaud, une abondance d’idées et des traits de génie qui, malgré quelques néologismes et des incorrections, en rendent la lecture intéressante. »

## L’affaire de Gibraltar (1780)
Attaché à l’armée du maréchal de Broglie en 1780, il cherche les moyens d’enlever Gibraltar aux Britanniques. L’attaque de terre étant jugée impossible, il faut sortir des règles communes : d’Arçon, après quelques expériences sur la combustion, rédige un projet de « batteries insubmersibles et incombustibles », destinées à faire brèche au corps de la place du côté de la mer, en même temps que l’on devra, par d’autres batteries avancées sur le continent, prendre de revers tous les ouvrages que les batteries flottantes attaquent de front.

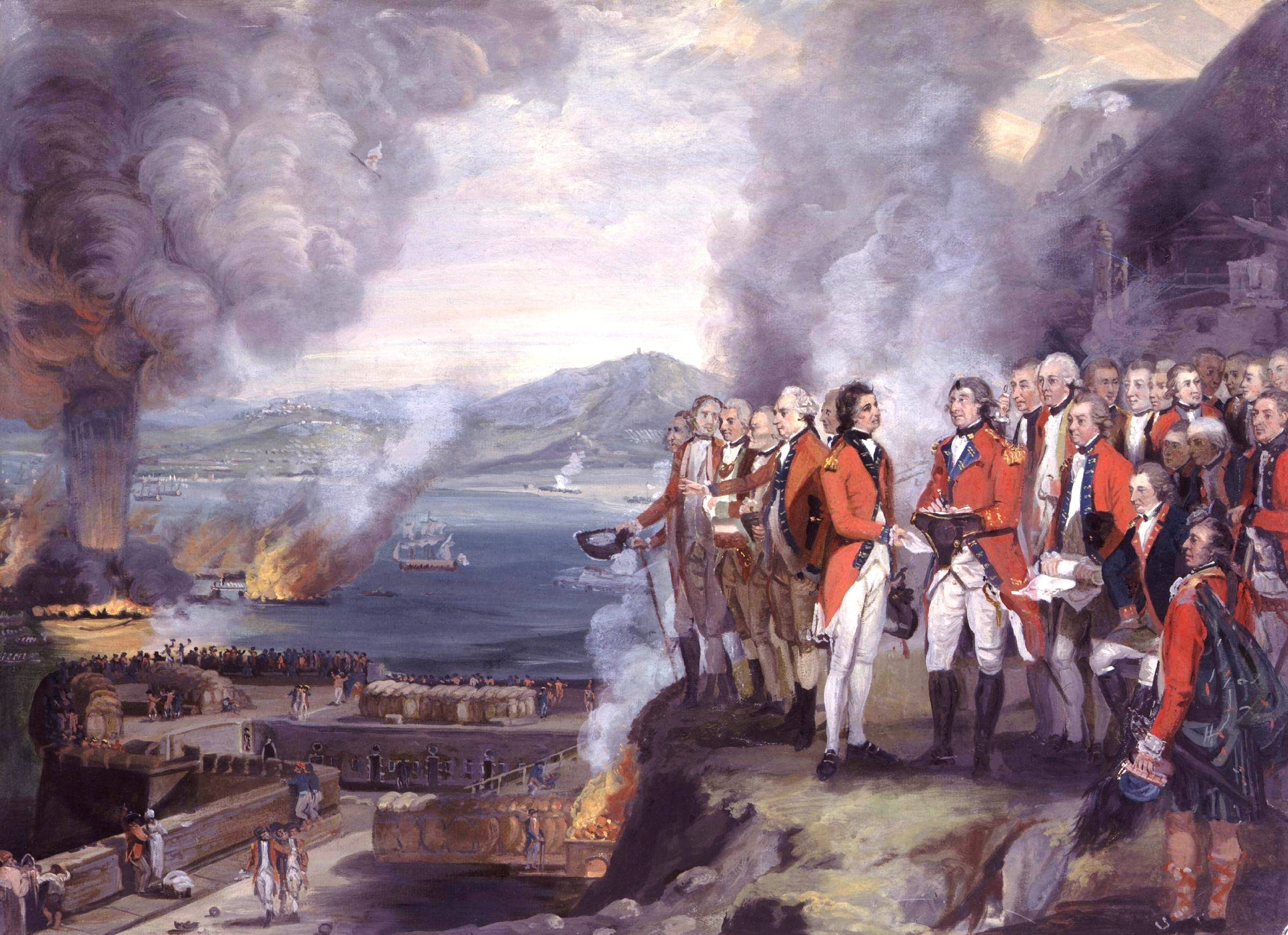
L'attaque du 13 septembre 1782 et l'explosion des batteries flottantes sous le feu des canons anglais tirant à boulets rouges.

Leur donner une construction analogue au but qu’il fallait atteindre ; les revêtir d’une forte cuirasse en bois ; y ménager une circulation d’eau entretenue par des pompes, pour les garantir du feu ; établir un équilibre parfait, au moyen d’un lest capable de contrebalancer le poids de l’artillerie ; couvrir ces nouvelles machines de guerre d’un blindage assez fort pour résister aux bombes ; les faire revêtir d’un lit de vieux câbles, dont l’élasticité devait annuler la chute des projectiles ; enfin, les soutenir par des chaloupes canonnières, des vaisseaux de ligne et des bombardes, manœuvrant sur plusieurs points pour occuper les assiégés et les obliger à plusieurs diversions : telles sont les précautions adoptées par l'ingénieur.
Cinq machines à deux rangs de batteries, et cinq autres à un seul rang, forment une artillerie de cent cinquante pièces. La cour d’Espagne accueille ce projet avec enthousiasme. Pour être plus sûr de la position de ses prames et de la justesse de ses calculs, d’Arçon s'embarque sur un esquif exposé au feu de la place, afin de sonder lui-même en avant des fronts qu’on doit attaquer. En conséquence de ce travail, on détermine la route qu’auront à tenir les machines et leur position définitive.
L’attaque a lieu le 13 septembre 1782, mais c'est un échec complet : selon la Biographie Universelle (Michaud, 1843), une partie des officiers la conduisirent avec « l’intention évidente de la faire échouer » ; car deux des prames ayant mis les voiles, elles furent suivies des huit autres qui se portèrent beaucoup trop en arrière, de sorte que les premières essuyèrent sans partage tout le feu de la place. Au lieu de les faire retirer pour rejoindre les autres, on apporta, pendant cette attaque, l’ordre de les consumer toutes les dix, sous prétexte qu’elles pouvaient tomber au pouvoir des Anglais. Cette mesure « réduisit le général d’Arçon au désespoir, et il en conserva toute sa vie un profond ressentiment ». La jalousie et le peu d’accord qui régnait entre les officiers espagnols et les officiers français firent échouer ce projet ; le général George A. Eliott, gouverneur de Gibraltar, rendit à l’ingénieur français un témoignage appuyé. D’Arçon fera imprimer une justification où transparaît son dépit.

## De la Révolution au Consulat
Franc-maçon, ouvert aux évolutions sociétales, Le Michaud d’Arçon est élu député de la noblesse du bailliage de Pontarlier aux États de Franche-Comté   en 1788. Il est commandant de la garde nationale de Besançon en février 1790 lorsque débutent les manifestations.
Lors de la formation de la première coalition, il combat d’abord à l’armée du Nord sous les ordres de Charles François Dumouriez, et il est promu maréchal de camp le 13 juin 1791. Le Comité de salut public l’emploie ensuite comme membre du comité militaire chargé de la direction de la guerre. En 1791, il est nommé directeur des fortifications de Franche-Comté, et membre du Comité national des fortifications. Il s'exile en 1792 puis revient en France où on lui attribue la fonction d'inspecteur général des fortifications. Toujours occupé de son art, il écrit et publie (entre 1792 et 1794), un mémoire sur les lunettes à réduit et à feux de revers, dont l’objet est d’établir une résistance imposante, quoiqu’à peu de frais, sur un très petit espace isolé. Chargé en 1793 de faire une reconnaissance au col du Grand-Saint Bernard, il est dénoncé et obligé de se retirer dans sa propriété de Luzancy à Saint-Germain ; mais on se souvient de ses talents, et on l’arrache de sa retraite pour exécuter le projet de l’invasion de la Hollande. Général de division, il mène, avec le général Pichegru, le siège victorieux des bastions de la forteresse de Bréda (janvier 1795), mais cette campagne dans un pays marécageux altère sa santé. Nommé en février 1795 professeur de fortification à l’École centrale des travaux publics, il y présente cette discipline comme une technique au carrefour de multiples sciences, et aux implications économiques et politiques profondes. Son dernier ouvrage, qui est imprimé par ordre du gouvernement, est intitulé Considérations militaires et politiques sur les fortifications. Porté au Sénat conservateur par le Premier Consul en 1799, d’Arçon y est reçu par acclamation ; mais il ne jouit pas longtemps de cet honneur, et meurt le 1er juillet 1800, âgé de 67 ans. Il est jusqu’à sa mort membre non-résident de la section de géographie de l’Institut.
La lunette de Tousey qu'il fait construire à Besançon porte le nom Boulanger de Fort d'Arçon.
Justin Girod-Chantrans, officier du Génie, a fait imprimer une notice sur d’Arçon à Besançon (1801), in-12°.
Sa fille Élisabeth Le Michaud d'Arçon de Vaudey, un temps dame de compagnie de l’impératrice Joséphine, est aussi la maîtresse de Napoléon Ier.

## Œuvres
Il a fait édifier des ouvrages à Besançon dans le Doubs et au Fort du Mont-Dauphin dans les Hautes-Alpes.
À Pontarlier, il a travaillé à la reconstruction de la porte Saint-Pierre.
Les ouvrages qu’on a de lui sont :
1. Réflexions d’un ingénieur, en réponse à un tacticien, Amsterdam, 1773, in-12° ;
2. Correspondance sur l’art de la guerre, entre un colonel de dragons et un capitaine d’infanterie, Bouillon, 1774, deux parties, in-8° ;
3. Défense d’un système de guerre national, ou analyse raisonnée d’un ouvrage intitulé : réfutation complette du système de M. de Mesnil-Durand (1779), Amsterdam, in-8°, 283 p.
4. Conseil de guerre privé sur l’événement de Gibraltar en 1782 (1785), in-8°
5. Mémoires pour servir à l’histoire du siège de Gibraltar, par l’auteur des batteries flottantes, Cadix, Hernill, 1783, in-8°
6. Considérations sur l’influence du génie de Vauban dans la balance des forces de l’État, 1786, in-8°
7. Examen détaillé de l’importante question de l’utilité des places-fortes et retranchements, Strasbourg, 1789, in-8°
8. De la force militaire considérée dans ses rapports conservateurs, 1789 (Lire en ligne)
9. Réponse aux mémoires de M. de Montalembert sur la fortification dite perpendiculaire, 1790, in-8°
10. Considérations militaires et politiques sur les fortifications (an III, 1795), impr. De la République, in-8°, Paris.

Ce dernier ouvrage, imprimé aux frais du gouvernement, est le plus important de ceux de d’Arçon ; il contient, pour ainsi dire, le résumé de toutes ses observations, et de tout ce qu’il avait écrit sur un art qu’il étudia toute sa vie.